# 里弗派恩斯 (加利福尼亞州)
里弗派恩斯（英語：River Pines）是位於美國加利福尼亞州阿馬多爾縣的一個人口普查指定地區。

## 地理
里弗派恩斯的座標為38°32′47″N 120°44′39″W / 38.54639°N 120.74417°W，而該地最高點為海拔高度605米（即2006英尺）。

## 人口
根據2010年美國人口普查的數據，里弗派恩斯的面積為0.947平方千米，當中陸地面積為0.947平方千米，而水域面積為0.000平方千米。當地共有人口379人，而人口密度為每平方千米400人。